# Angst (Tschechow)

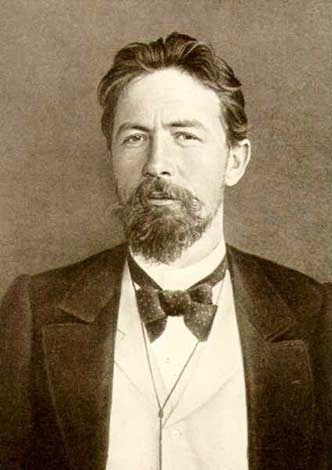
Anton Tschechow

Angst, auch Die Furcht (russisch Страх, Strach), ist eine Erzählung des russischen Schriftstellers Anton Tschechow, die am 25. Dezember 1892 in der Sankt Petersburger Tageszeitung Nowoje wremja erschien.
Eine Übertragung ins Deutsche wurde 1894 im Heft 7 der Gegenwart unter dem Titel Die Furcht abgedruckt. Übersetzungen in andere Sprachen: 1894 ins Ungarische (A félelem), Norwegische (Skræk) und Serbokroatische, 1901 ins Französische (Angoisse) sowie 1903 ins Slowakische (Strachy).

## Handlung
Der gestandene Akademiker Dimitrij Petrowitsch Ssilin hatte als 30-Jähriger seine Stellung in Petersburg aufgegeben und war in der Provinz ein ziemlich erfolgreicher Landwirt geworden. Den anonymen Erzähler hält er für seinen Freund. Dabei hat der Erzähler Dimitrijs Gattin Marija Ssergejewna bereits um die anderthalb Jahre nachgestellt. Marija und Dimitrij haben zusammen zwei Kinder.
Dimitrij vertraut sich dem falschen Freund unter vier Augen an. Dimitrijs Familienleben sei sein „größtes Unglück“ und seine „Hauptangst“. Dimitrij, der Törichte, wie er sich nennt, liebe seine Frau wie am ersten Tage ihrer Bekanntschaft, doch die Liebe sei bis dato nie erwidert worden. Eine Quelle der Angst scheint eine Bemerkung Marijas zu sein, die sie fallen ließ, nachdem sie ihn nach seiner langen, beharrlichen Werbung endlich erhört hatte: „Ich liebe Sie nicht, aber ich werde Ihnen treu sein.“
Nach dieser Offenbarung beobachtet der Erzähler Marija mit anderen Augen und will sehen, dass Dimitrij die Wahrheit gesagt hat. Bald betrachtet er Marija, dieses wunderbare Geschöpf, als sein Eigentum. Als er sie dann umarmt, gesteht sie ihm, sie liebe ihn schon seit über einem Jahr. Nach einer Liebesnacht verlässt Marija das Zimmer des Erzählers. Dabei begegnet sie ihrem Mann auf dem Korridor. Marija und Dimitrij schweigen sich im aneinander Vorbeigehen an – Marija mit Abscheu und Dimitrij sonderbar lächelnd. Der Erzähler, in seiner offenen Zimmertür stehend, beobachtet den Vorgang. Als Marija fort ist, macht Dimitrij gegenüber dem Erzähler eine spöttische Bemerkung. Der Erzähler hat das Gefühl, die Angst Dimitrijs gehe mit einem Mal auf ihn über. Er reist nach Petersburg zurück und schließt seinen Text über die Ssilins mit: „Man sagt, sie lebten weiterhin zusammen.“ Er habe die beiden nie wiedergesehen.

## Deutschsprachige Ausgaben
- Angst. Erzählung meines Freundes. Übersetzung: Ada Knipper und Gerhard Dick, S. 190–204 in: Anton Tschechow: Weiberwirtschaft. Meistererzählungen, Band aus: Gerhard Dick (Hrsg.), Wolf Düwel (Hrsg.): Anton Tschechow: Gesammelte Werke in Einzelbänden. 582 Seiten. Rütten & Loening, Berlin 1966 (1. Aufl.)

### Verwendete Ausgabe
- Angst. Erzählung meines Freundes. S. 121–139 in A. P. Tschechow: Neue Meistererzählungen. Deutsch von Reinhold Trautmann. 367 Seiten. Dieterich’sche Verlagsbuchhandlung, Leipzig 1949 (Aufl. 1958, Vorwort 20 Seiten von R.M.)